# Secretaria da Administração do Estado de Goiás
| Secretaria de Administração do Estado de Goiás |                            |
| Criação                                        | novembro de 1956 (68 anos) |
|                                                |                            |
| Atual secretário                               | Alan Farias Tavares        |

A Secretaria do Planejamento e Desenvolvimento, também conhecida como Seplan foi o órgão responsável por pesquisas, publicações e urbanismo do estado de Goiás. Foi criada em novembro de 1956, tendo sido transformada na estrutura atual em 1992. Em fevereiro de 2019, foi renomeada para Secretaria da Administração do Estado de Goiás (SEAD-GO), por decreto de Ronaldo Caiado.